# Лізакі
Лізакі (пол. Lizaki) — село в Польщі, у гміні Косьцежина Косьцерського повіту Поморського воєводства.
Населення — 83 особи (2011).
У 1975-1998 роках село належало до Гданського воєводства.

## Демографія
Демографічна структура станом на 31 березня 2011 року:
|          | Загалом | Допрацездатний вік | Працездатний вік | Постпрацездатний вік |
| -------- | ------- | ------------------ | ---------------- | -------------------- |
| Чоловіки | 44      | 14                 | 28               | 2                    |
| Жінки    | 39      | 8                  | 25               | 6                    |
| Разом    | 83      | 22                 | 53               | 8                    |